# El Hijo del Santo
El Hijo del Santo (Ciudad de México, 2 de agosto de 1962) es un luchador profesional mexicano. conocido por su nombre artístico El Hijo del Santo. Es hijo del luchador mexicano El Santo. Su nombre real no es un asunto de dominio público, como suele ser el caso de los luchadores enmascarados en México, donde sus vidas privadas se mantienen en secreto para los fanáticos de la lucha libre.

## Carrera
Al igual que su padre, empezó como amateur con otros nombres, como El Hombre Rojo y Korak, hasta que fue descubierto y puesto a prueba.

### Sus inicios
Cuando obtuvo su licencia para luchar profesionalmente, heredó el nombre de su padre, debutando el 18 de octubre de 1982.
En 1985 se enfrentó con Moisés Alexis Delgado Zamora "El Gallo" en la gran lucha por el campeonato amateur nacional.
Ha pertenecido a las dos empresas de lucha libre más importantes de México: CMLL y AAA, en esta última prácticamente desde su inicio, con lo cual la imagen del Santo era vista a través de la televisión. En esta empresa participó en la Triplemanía 1 en la Plaza de Toros México. Además al lado de Octagón un año después obtuvo la cabellera de Eddie Guerrero y Love Machine en el legendario PPV: When Worlds Collided.
Al salir de AAA y regresar al CMLL la gente lo abucheó y lo obligó a ser rudo por primera vez en su carrera cuando traicionó a su padre y en esa etapa rapó al Negro Casas en la Arena México ante una numerosa entrada de espectadores. Con el tiempo empezó a participar por temporadas en el CMLL. En una de esas etapas, apoyado por el Negro Casas, desenmascaró a Scorpio Jr y rapó a la Bestia Salvaje. Su giro a rudo el 15 de noviembre de 1996 causó que los fanáticos en las gradas enloquecieran y comenzaran a lanzar botellas y todo lo que tenían a mano contra el ring y contra otros espectadores. Se necesitaron ocho días para apaciguar los ánimos de la multitud.

### Leyenda de Plata
Se creó en homenaje a su padre el Torneo Leyenda de Plata, el cual ha ganado en una sola ocasión y también participó en la Gran Alternativa apadrinando a El Místico.
En 2004 publicó un cómic de 20 números que tuvo gran éxito así como una caricatura realizada por Cartoon Network.
El 8 de diciembre de 2007, El Hijo del Santo celebró 25 años como luchador profesional y para esto organizó un evento llamado El Todo X El Todo, donde se apostaron varias máscaras. En la última lucha se enfrentaron Pentagon Black y Super Muñeco vs. El Hijo del Santo y Blue Demon Jr., en la cual salió lesionado Super Muñeco; debido a esto tuvieron que enfrentarse en un Triangular de La Muerte, donde Blue Demon Jr. consiguió la victoria derrotándolo y de esta manera tuvieron que enfrentarse máscara v.s. máscara Pentagon Black y El Hijo del Santo ganado este último.
Como luchador independiente ha luchado en NWA donde Blue Demon Jr. ha sido presidente así como alternando en el interior de la república con el resto de los independientes, con elenco de AAA, no siendo así con luchadores que pertenecen al CMLL, en consecuencia a una orden por escrito del propietario de esta empresa que prohíbe a sus agremiados luchadores trabajar con el hijo del Enmascarado de Plata.
En la edición del 18 de mayo de 2009 en León Guanajuato, fue dado a conocer por Joaquín Roldán, presidente de AAA como "la tercera baraja" para la lucha de apuestas por la presidencia de la empresa en contra de Konnan big y la Legión Extranjera en la Triplemanía XVII.

### Gira de despedida
El 22 de septiembre de 2024, inició su gira de despedida con el que pondrá fin a su carrera de luchador, con un "Torneo de la Muerte" en el que el luchador Rayman perdió la cabellera.

## Activismo
Es un luchador que se ha destacado por su participación en el apoyo como vocero de la Fundación Wild Coast que se dedica a la preservación, protección y cuidado de las especies marinas en peligro de extinción y apoyo al programa de áreas marinas protegidas en Baja California, México y California, EE. UU.; además de fomentar la pesca sustentable, recibiendo en 2007, en el Monterey Aquarium Bay de California de manos de su fundadora la Sra. Julie Packard, el premio al Héroe al Medio Ambiente por su labor altruista y apoyo a esta causa.
Su participación en la cuarta campaña de Fundación CIM*AB a partir de 2008-2009 con el eslogan "Se Vale Apoyar" es otra de las causas altruistas en que participa en beneficio del apoyo a la mujer en el tema del cáncer de mama, además de la UNICEF y los derechos de los niños así como Vive México, proyecto recién lanzado por el presidente de la República Mexicana para la reactivación del turismo en el país.
Desde 2004 se inició con una boutique que después también hiciera cafetería, en la calle Tamaulipas de la colonia Condesa de la Ciudad de México. Misma que durante todo 2008 y parte de 2009 mantuviera en exclusiva en una firma de tiendas departamentales de la república mexicana, la concesión temporal que diera a Cartoon Network de la licencia para la marca Santología basada en su personaje. Actualmente cuenta con otra tienda propia en el Aeropuerto Internacional de la Ciudad de México, Terminal 2, siendo el primer luchador en la historia que tiene en un Aeropuerto una tienda de un personaje de lucha libre.

### Cine e historieta

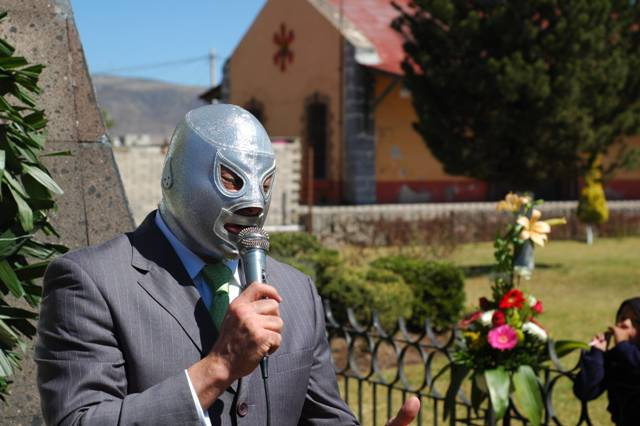
El Hijo del Santo en un discurso en Tulancingo, Hidalgo.

El Hijo del Santo ha protagonizado cinco cintas de acción en el estilo de su padre, aunque con menor éxito que él.
- Chanoc y el hijo del Santo contra los vampiros asesinos (1982)
- Frontera sin Ley (1983)
- El poder de Omnicron (1991)
- Santo: La leyenda del Enmascarado de plata (1992)
- Infraterrestre (2000)

En el ámbito de la historieta, cabe destacar la serie Santo, la Leyenda de Plata (2005).

## Campeonatos y logros

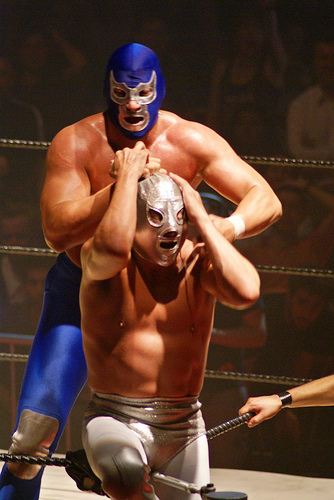
El Hijo de Santo vs Blue Demon Jr.

- Asistencia Asesoría y Administración

- AAA World Tag Team Championship (1 vez) - junto con Octagón

- Comisión de Box y Lucha Libre México D.F.

- Campeonato Nacional de Peso Medio (México) (1 vez)
- Campeonato Nacional de tríos (México) (1 time) - con Super Muñeco y Ángel Azteca
- Campeonato Nacional de Peso Wélter (México).

- Consejo Mundial de Lucha Libre

- CMLL World Tag Team Championship - con Negro Casas.
- CMLL Torneo Gran Alternativa (2004) - con Místico
- CMLL Torneo Leyenda de Plata (1999) - Scorpio Jr
- Gran Prix Internacional del CMLL (1996)

- Universal Wrestling Association

- UWA World Lightweight Championship (3 veces)
- UWA World Welterweight Championship (2 veces)

- World Boxing Council

- WBC Wrestling Champion (1 vez, actual)

- World Wrestling Association

- WWA World Tag Team Championship (1 vez) - con Perro Aguayo Jr.
- WWA World Welterweight Championship (10 veces)

- Pro Wrestling Illustrated
  - Situado en el n.º 228 en los PWI 500 del 2009

- PWI ranked him # 63 of the 500 best singles wrestlers during the PWI Years in 2003.
- PWI ranked him # 26 of the 100 best tag teams during the "PWI Years" with Octagon in 2003.
- PWI ranked him # 14 of the 500 best singles wrestlers of the PWI 500 in 2003.
- PWI ranked him # 14 of the 500 best singles wrestlers of the PWI 500 in 2004.

- Wrestling Observer Newsletter awards

- 5 Star Match (1994) with Octagón vs. Eddie Guerrero and Art Barr at When Worlds Collide in a Hair vs. Masks Match on November 6
- Feud of the Year (1994) with Octagón vs. Eddie Guerrero and Art Barr
- Wrestling Observer Newsletter Hall of Fame (Class of 1997)

## Luchas de apuestas
| Quitó               | Ganador                         | Perdedor                                    | Lugar                                     | Fecha                    | Notas                                                                                                   |
| ------------------- | ------------------------------- | ------------------------------------------- | ----------------------------------------- | ------------------------ | --- |
| Máscara             | El Hijo del Santo               | El Pierroth                                 | Veracruz, Veracruz                        | 31 de octubre de 1982    | |
| Máscara             | El Hijo del Santo               | El Buitre                                   | Pachuca, Hidalgo                          | 28 de julio de 1983      | |
| Cabellera           | El Hijo del Santo               | Lobo Rubio                                  | Veracruz, Veracruz                        | 28 de octubre de 1983    | |
| Máscara             | El Hijo del Santo               | El Galáctico                                | Pachuca, Hidalgo                          | 26 de febrero de 1984    | |
| Cabellera           | El Hijo del Santo               | Chamaco Castro                              | Panamá, Panamá                            | 4 de septiembre de 1984  | |
| Cabellera           | El Hijo del Santo               | El Guerrero                                 | Acapulco, Guerrero                        | 27 de enero de 1985      | |
| Cabellera           | El Hijo del Santo               | El Porro                                    | Tijuana, Baja California                  | 26 de febrero de 1985    | |
| Cabellera           | El Hijo del Santo               | Ray Richard                                 | Naucalpan, Estado de México               | 17 de marzo de 1985      | |
| Máscara             | El Hijo del Santo               | El Diluvio                                  | Texcoco, Estado de México                 | 23 de marzo de 1985      | |
| Máscara             | El Hijo del Santo               | Cosmonauta                                  | Apatlaco, Distrito Federal                | 30 de marzo de 1985      | |
| Máscara             | El Hijo del Santo               | Aristóteles I                               | Naucalpan, Estado de México               | 28 de julio de 1985      | [ 15 ]                                                                                                  |
| Cabellera           | El Hijo del Santo               | Tornado Negro                               | Tijuana, Baja California                  | 9 de agosto de 1985      | |
| Máscara             | El Hijo del Santo               | Aristóteles II                              | Acapulco, Guerrero                        | 27 de noviembre de 1985  | [ 15 ]                                                                                                  |
| Máscara             | El Hijo del Santo               | El Ninja                                    | Tijuana, Baja California                  | 13 de diciembre de 1985  | |
| Cabellera           | El Hijo del Santo               | Ray Tony                                    | Veracruz, Veracruz                        | 18 de diciembre de 1985  | |
| Máscara             | El Hijo del Santo               | Skeletor                                    | Monterrey, Nuevo León                     | 22 de diciembre de 1985  | |
| Cabellera           | El Hijo del Santo               | Aristóteles I                               | Ciudad Juárez, Chihuahua                  | 9 de marzo de 1986       | |
| Máscara             | El Hijo del Santo               | Espanto Jr.                                 | Monterrey, Nuevo León                     | 31 de agosto de 1986     | |
| Máscara             | El Hijo del Santo               | Kato Kung Lee                               | Tijuana, Baja California                  | 31 de agosto de 1986     | [ 16 ]                                                                                                  |
| Cabellera           | El Hijo del Santo               | Flama Azul                                  | Nezahualcóyotl, Estado de México          | 30 de enero de 1987      | |
| Cabellera           | El Hijo del Santo               | Black Terry                                 | Irapuato, Guanajuato                      | 9 de marzo de 1987       | |
| Cabellera           | El Hijo del Santo               | Ray Richard                                 | Morelia, Michoacán                        | Abril, 1987              | |
| Cabellera           | El Hijo del Santo               | Lobo Rubio                                  | Naucalpan, Estado de México               | 7 de junio de 1987       | |
| Cabellera           | El Hijo del Santo               | Negro Casas                                 | Los Ángeles, California                   | 18 de julio de 1987      | |
| Cabellera           | El Hijo del Santo               | Espanto Jr.                                 | Torreón, Coahuila                         | 2 de agosto de 1987      | |
| Máscara             | El Hijo del Santo               | Silver King                                 | Tijuana, Baja California                  | 13 de noviembre de 1987  | |
| Máscara             | El Hijo del Santo               | Príncipe Island (L.A. Park)                 | Apatlaco, Distrito Federal                | 21 de noviembre de 1987  | |
| Cabellera           | El Hijo del Santo               | El Estudiante                               | Mexicali, Baja California                 | 28 de marzo de 1988      | |
| Cabellera           | El Hijo del Santo               | El Tarahumara                               | Saltillo, Coahuila                        | 9 de abril de 1988       | |
| Cabellera           | El Hijo del Santo               | Espanto, Jr.                                | Monterrey, Nuevo León                     | 8 de mayo de 1988        | |
| Máscara             | El Hijo del Santo               | León Chino                                  | Tijuana, Baja California                  | 19 de agosto de 1988     | [ 17 ]                                                                                                  |
| Máscara             | El Hijo del Santo               | El Brujo                                    | San Lorenzo, Estado de México             | 22 de octubre de 1988    | |
| Máscara             | El Hijo del Santo               | Cuchillo                                    | Naucalpan, Estado de México               | 30 de octubre de 1988    | [ 18 ]                                                                                                  |
| Cabellera           | El Hijo del Santo               | El Brujo                                    | San Lorenzo, Estado de México             | 26 de noviembre de 1988  | |
| Máscara             | El Hijo del Santo               | Starman                                     | Cancún, Quintana Roo                      | 2 de diciembre de 1988   | |
| Máscara             | El Hijo del Santo               | La Momia                                    | Puerto Escondido, Oaxaca                  | 26 de marzo de 1989      | |
| Máscara             | El Hijo del Santo               | Masdek                                      | Tijuana, Baja California                  | 19 de mayo de 1989       | Three way match with León Chino.                                                                        |
| Cabellera           | El Hijo del Santo               | Espanto Jr.                                 | Naucalpan, Estado de México               | 17 de septiembre de 1989 | |
| Máscara             | El Hijo del Santo               | All Star                                    | Ciudad de México                          | 8 de diciembre de 1989   | Three way match with Fuerza Guerrera.                                                                   |
| Cabellera           | El Hijo del Santo               | Tornado Negro                               | Tijuana, Baja California                  | 9 de febrero de 1990     | |
| Cabellera           | El Hijo del Santo               | Brazo de Oro                                | Naucalpan, Estado de México               | 13 de enero de 1991      | [ 15 ]                                                                                                  |
| Cabellera           | El Hijo del Santo               | Black Shadow Jr.                            | Monterrey, Nuevo León                     | 15 de diciembre de 1991  | Relevos Suicidas match with Black Shadow and El Hijo del Santo vs. Octagón & Fuerza Guerrera.           |
| Cabellera           | El Hijo del Santo & Octagón     | Los Gringos Locos Art Barr & Eddie Guerrero | Los Ángeles, CA                           | 6 de noviembre de 1994   | |
| Cabellera           | El Hijo del Santo               | El Dandi                                    | Ciudad de México                          | 6 de diciembre de 1996   | Three way match with Negro Casas.                                                                       |
| Cabellera           | El Hijo del Santo               | Negro Casas                                 | Ciudad de México                          | 19 de septiembre de 1997 | |
| Máscara             | El Hijo del Santo               | Guerrero del Futuro                         | Palacio de los deportes, Ciudad de México | 17 de julio de 1998      | |
| Máscara             | El Hijo del Santo               | Gacela del Ring                             | Ciudad Juárez, Chihuahua                  | 28 de septiembre de 1998 | |
| Cabellera           | El Hijo del Santo               | Gacela del Ring                             | Ciudad Juárez, Chihuahua                  | 6 de diciembre de 1998   | |
| Cabellera           | El Hijo del Santo               | Asterisco                                   | Reynosa, Tamaulipas                       | 20 de diciembre de 1998  | Three Way match with El Felino.                                                                         |
| Máscara & Cabellera | El Hijo del Santo & Negro Casas | Scorpio, Jr. & Bestia Salvaje               | Ciudad de México                          | 19 de marzo de 1999      | [ 15 ]                                                                                                  |
| Cabellera           | El Hijo del Santo               | Misterioso                                  | Anaheim, California                       | 5 de septiembre de 1999  | |
| Máscara             | El Hijo del Santo               | El Nuevo Huracán Ramírez Jr.                | Celaya, Guanajuato                        | 2 de febrero de 2000     | Relevos Suicidas match with El Hijo del Santo & Huracán Ramírez Jr. vs. Blue Panther & Fuerza Guerrera. |
| Máscara             | El Hijo del Santo               | Dr. Cerebro                                 | Naucalpan, Estado de México               | 1 de marzo de 2001       | [ 15 ]                                                                                                  |
| Cabellera           | El Hijo del Santo               | Nicho el Millonario                         | Tijuana, Baja California                  | 6 de abril de 2001       | |
| Cabellera           | El Hijo del Santo               | Scorpio, Jr.                                | Naucalpan, Estado de México               | 19 de diciembre de 2002  | |
| Máscara             | El Hijo del Santo               | Super Parka                                 | Tijuana, Baja California                  | 9 de octubre de 2003     | [ 15 ]                                                                                                  |
| Máscara             | El Hijo del Santo               | El Hijo del Cobarde                         | Ciudad Juárez, Chihuahua                  | 29 de febrero de 2004    | |
| Cabellera           | El Hijo del Santo               | El Dandi                                    | Tijuana, Baja California                  | 29 de octubre de 2004    | |
| Cabellera           | El Hijo del Santo               | Scorpio, Jr.                                | Los Ángeles, California                   | 16 de julio de 2005      | |
| Máscara             | El Hijo del Santo               | Cyber Vikingo                               | Monterrey, Nuevo León                     | 21 de agosto de 2005     | Six way cage match featuring Centurion Negro, Diluvio Negro I, Gato Volador and Silver Star.            |
| Cabellera           | El Hijo del Santo               | Mano Negra                                  | Tijuana, Baja California                  | 26 de noviembre de 2006  | [ 15 ]                                                                                                  |
| Cabellera           | El Hijo del Santo               | Cassandro                                   | Los Ángeles, CA                           | 14 de julio de 2007      | Cage Match w/Rey Misterio Sr., Hijo de Rey Misterio, LA Park, Nicho, Pentagon Black, Gran Hamada.       |
| Cabellera           | El Hijo del Santo               | Mano Negra                                  | Tijuana, Baja California                  | 26 de noviembre de 2006  | 8 team losers advance tournament finals.                                                                |
| Máscara             | El Hijo del Santo               | Ángel Blanco Jr                             | Ciudad de México                          | 31 de marzo de 2012      | |

- El 8 de diciembre de 2007, El Hijo Del Santo ganó la máscara de Pentagón Black.
- El 31 de marzo de 2012, El Hijo Del Santo ganó la máscara del Ángel Blanco Jr.